# Charlie Brown e Snoopy Show
The Charlie Brown and Snoopy Show è una serie animata prodotta dalla Lee Mendelson/Bill Melendez Productions e basata sugli stessi personaggi e all'omonima serie a fumetti creata da Charles M. Schulz. La serie fu trasmessa dalla CBS il sabato mattina dal 1983 al 1985. In Italia fu trasmessa su Junior TV alla fine degli anni novanta, che continuò a trasmetterla in replica fino alla chiusura del canale avvenuta il 31 ottobre 2003. In Italia gli episodi sono maggiori e con numerazione differente poiché all'interno della serie vennero trasmessi anche gli speciali TV.

## Trama
La serie parla delle avventure di Charlie Brown, del suo cane Snoopy e di tutti i suoi amici.

## Episodi

### Stagione 1
| Titolo Originale                     | Anno |
| ------------------------------------ | ---- |
| Snoopy's Cat Fight                   | 1983 |
| Snoopy: Team Manager                 | 1983 |
| Linus and Lucy                       | 1983 |
| Lucy VS the World                    | 1983 |
| Linus' Security Blanket              | 1983 |
| Snoopy: Man's Best Friend            | 1983 |
| Snoopy the Psychitrist               | 1983 |
| You Can't Win Charlie Brown          | 1983 |
| The Lost Ballpark                    | 1983 |
| Snoopy's Football Career             | 1983 |
| Chaos in the Classroom               | 1983 |
| It's that Team Spirit, Charlie Brown | 1983 |
| Lucy Loves Schroeder                 | 1983 |

### Stagione 2
| Titolo Originale               | Anno |
| ------------------------------ | ---- |
| Snoopy and the Giant           | 1985 |
| Snoopy's Brother Spike         | 1985 |
| Snoopy's Robot                 | 1985 |
| Peppermint Patty's School Days | 1985 |
| Sally's Sweet Baboo            | 1985 |

## Doppiatori

### Doppiatori originali
- Brad Kesten: Charlie Brown (1983)
- Brett Johnson: Charlie Brown (1985)
- Stacy Heather Tolkin: Sally Brown/Tartufo (1983)
- Stacy Ferguson: Sally Brown/Patty (1985)
- Angela Lee Sloan: Lucy van Pelt (Accreditata come Angela Lee) (1983)
- Heather Stoneman: Lucy van Pelt (1985)
- Jeremy Schoenberg: Linus van Pelt/Floyd (1983)
- Jeremy Miller: Linus Van Pelt (1985)
- Kevin Brando: Schroeder/5/Thibault (1983)
- Danny Colby: Schroeder (1985)
- Jason Mendelson: Replica van Pelt (Accreditato come Jason Muller) (1983–1985)
- Carl Steven: Franklin/"Pig-Pen" (1985)
- Victoria Vargas: Piperita Patty (1983)
- Gini Holtzman: Piperita Patty (1985)
- Michael Dockery: Marcie (1983)
- Keri Houlihan: Marcie (1985)
- Mary Tunnell: Frieda/Eudora (1983)
- Bill Melendez: Snoopy/Woodstock

### Doppiatori italiani
- Martino Consoli: Charlie Brown
- Renata Bertolas: Lucy van Pelt, Linus van Pelt e Replica van Pelt
- Angiolina Gobbi: Sally Brown e Pig-Pen
- Francesca Vettori: Piperita Patty
- Guido Bettali: Schroeder
- Giuseppe Calvetti: Franklin

## Sigla iniziale
La sigla iniziale della prima stagione era composta da una musica di sottofondo di pianoforte scritto e prodotto per questa serie, composta da Desiree Goyette ed Ed Bogas. La canzone ha ricevuto il testo e pubblicato nel 1984 come "Let's Have a Party with Charlie Brown and Snoopy" sull'album Flashbeagle, la colonna sonora dello speciale It's Flashbeagle, Charlie Brown. Nella seconda stagione, è stata utilizzata una versione abbreviata con i testi che sono apparsi sull'album Flashbeagle. In Italia la sigle sono state immutate.